# Zeche (Wismut)
Als Zeche wurde im Uranbergbau der SAG Wismut eine Anlage bezeichnet, in welcher Erze zerkleinert, radiologisch beprobt, sortiert und lieferfertig verpackt wurden. Vom allgemeinen bergmännischen Zechenbegriff unterschied sich der im Uranbergbau der Wismut deutlich. Jene Zechen waren im weitestgehenden Sinne Aufbereitungsbetriebe der Gewinnungs- (Bergbau-)objekte. Darüber hinaus betrieb die SAG Wismut echte Aufbereitungsobjekte. Wie alle Wismutbetriebe, so wurden auch die Zechen nummeriert.

## Technologischer Hintergrund
In den erzgebirgischen und vogtländischen Gangerzlagerstätten wurden Uranerze getrennt gewonnen und bereits vor Ort aussortiert. Sogenannte Stufenerze und Warenerze (Roherzbrocken mit sehr hohem oder hohem  Pechblendeanteil) kamen in die objekteigenen Zechen und wurden dort zerkleinert, beprobt und direkt in die UdSSR versandt. Eine weitere (chemische) Aufbereitung erfolgte nicht. Das bei der Hereingewinnung der Gangarten in den Abbauen anfallende Material wurde als Fabrikerz bezeichnet und neben den Roherzen anderer (Nicht-Gangerz-) Lagerstätten den eigentlichen Aufbereitungsobjekten zugeführt und nach dem Aufbereitungsprozess als Yellow Cake in die UdSSR geliefert. Als Anfang der 1980er Jahre die letzten Beprobungszechen stillgelegt wurden, übernahmen deren Aufgabe zum Teil die bereits vorhandenen Radiometrischen Aufbereitungsfabriken (RAF) der einzelnen Bergwerke. Letztere sorgten allerdings nur für planmäßige Verdünnung oder Anreicherung um in den chemischen Aufbereitungsfabriken (Aufbereitungsobjekten) einen möglichst konstanten Urangehalt im Roherz zu gewährleisten. Die Endprodukte einer RAF waren im Unterschied zu einer Zeche stets Fabrikerze.

## Sonderfälle

### Zeche20
Die Zeche 20 war als Nebenbetrieb der Zeche 50 in Aue nur für den Versand sämtlicher Erze aus allen Aufbereitungsbetrieben in die UdSSR zuständig. Sie befand sich am Güterbahnhof Aue und ist eher als Lager und Versandbetrieb zu betrachten. Ab 1980 versandten die Aufbereitungsobjekte ihre Erze direkt und die Zeche 20 wurde gegenstandslos, da auch die Zeche 50 stillgelegt wurde.

### Brandschutzzeche Reust
Die Brandschutzzeche war für den gesamten Bergbaubetrieb 90 (Ronneburg) zuständig und hatte nichts mit der Weiterverarbeitung von Erzen zu tun. Sie war für Verschlämmung von endogen brennenden Abbaufeldern zuständig.